# Europs calognathus
Europs calognathus is een keversoort uit de familie kerkhofkevers (Monotomidae). De wetenschappelijke naam van de soort werd in 1914 gepubliceerd door Antoine Henri Grouvelle.